# Ādolfs Blūzmanis
Ādolfs Blūzmanis (* 23. April 1901 in Liepāja; † 1959 ebenda) war ein lettischer Fußballspieler.

## Karriere
Ādolfs Blūzmanis spielte in seiner Vereinskarriere für Olimpija Liepāja, Liepājas LNJS, Liepājas Drāšfabrika und Liepājas LAS in der Lettischen Meisterschaft.
Am 21. August 1926 spielte Blūzmanis einmal in der Lettischen Fußballnationalmannschaft im Länderspiel gegen Litauen.